# Russell Coffey
Russell Coffey (* 1 de septiembre de 1898 - 20 de diciembre de 2007). Era uno de los últimos veteranos que quedaban con vida que lucharon en la Primera Guerra Mundial.
Nacido en Tiro, Ohio, se alistó en el Ejército de los Estados Unidos en octubre de 1918, aproximadamente un mes antes de que el armisticio se firmara. Coffey era un estudiante en "El Colegio de Wooster", que viven en Creston y tomar un tranvía a Akron, donde trabajó en una fábrica de caucho para pagar su matrícula. Dos hermanos mayores ya estaban prestando servicios en el exterior, y nunca enviadas. Russell fue liberado honorablemente ese mismo diciembre.
Coffey conoció a su futura esposa, Bernice, en Crestón. Vivió una calle de distancia, y que la corte de alrededor de la época de su Ejército de la gestión hasta su matrimonio en 1922. Su único hijo, Betty Jo, nació en 1923 y murió en septiembre de 2007, a los 84 años de edad, era el único familiar que le quedaba. Murió en un centro de enfermería en el norte de Baltimore. 
Coffey terminó su bachillerato y licenciatura en la Universidad Estatal de Ohio. Él obtuvo un doctorado en educación en la Universidad de Nueva York. 
En junio de 2005, Coffey visitó el Estado Buckeye Boys programa en la Universidad Estatal de Bowling Green en Ohio.
A finales de marzo de 2007, él fue uno de los tres últimos supervivientes conocidos de nacionalidad norteamericana veteranos de la Primera Guerra Mundial, así como el más antiguo de ellos. Los dos restantes son de Harry Landis (diciembre de 1899) y Frank Buckles (febrero de 1901). John Babcock (julio de 1900) es un canadiense de origen americano que sirvió en el ejército canadiense durante la guerra.
Murió el 20 de diciembre de 2007, con 109 años.
- Datos: Q4356800